# Rally da Auga de 2023
El Rally da Auga de 2023,  oficialmente 10.º Rally da Auga Comarca de Ordes, fue la décima edición y la primera ronda de la Copa de España de Rallyes de Tierra. Se celebró del 24 al 25 de marzo y contó con un itinerario de ocho tramos repartidos en 114,4 km cronometrados. Fue también puntuable para la Toyota Gazoo Racing Iberian Cup, la Clio Trophy Spain y la Copa Kobe Motor. Por primera vez la prueba trasladó su epicentro a la Comarca de Órdenes y visitó los ayuntamientos de Cerceda, Frades, Mesía, Órdenes, Oroso, Tordoya y Trazo.
José Antonio Suárez dominó de principio a fin la primera cita de la copa de España de tierra, prácticamente sin oposición. Iván Ares que ocupaba la segunda posición tuvo que abandonar por un golpe en el último tramo y su puesto lo heredó Manuel Osorio. La tercera plaza del podio fue para Xavi Vidales que terminó a solo cuatro segundos de Osorio. Quinto y sexto fueron Joan Vinyes y Daniel Alonso mientras que en la sexta terminó el ganador de la Toyota Gazoo Racing Iberian Cup, Daniel Berdomás. Además de Ares destacó también el abandono por accidente de Álex Villanueva en el tercer tramo cuando rodaba segundo. En la Clio Trophy Spain, copa que debutaba en este prueba, ganó Ramón Cornet y en el Desafío Kumho lo hizo Francisco Montes.

## Itinerario
| Día   | Tramo | Nombre            | Distancia | Hora  | Ganador             | Tiempo    | Líder               |
| ----- | ----- | ----------------- | --------- | ----- | ------------------- | --------- | ------------------- |
| Día 1 | TC1   | A1 Ordes          | 14.47 km  | 08:33 | José Antonio Suárez | 9:18,12   | José Antonio Suárez |
| Día 1 | TC2   | B1 Vilagudín      | 11.01 km  | 09:16 | José Antonio Suárez | 6:55,87   | José Antonio Suárez |
| Día 1 | TC3   | A2 Ordes          | 14.47 km  | 11:08 | José Antonio Suárez | 9:11,60   | José Antonio Suárez |
| Día 1 | TC4   | B2 Vilagudín      | 11.01 km  | 11:51 | José Antonio Suárez | 6:46,18   | José Antonio Suárez |
| Día 1 | TC5   | C1 Mesón do Vento | 14.89 km  | 14:53 | Cancelado           | Cancelado | José Antonio Suárez |
| Día 1 | TC6   | D1 Cabeza do Lobo | 15.33 km  | 15:31 | José Antonio Suárez | 9:28,5    | José Antonio Suárez |
| Día 1 | TC7   | C2 Mesón do Vento | 14.89 km  | 17:13 | José Antonio Suárez | 10:46,0   | José Antonio Suárez |
| Día 1 | TC8   | D2 Cabeza do Lobo | 15.33 km  | 17:51 | José Antonio Suárez | 9:49,1    | José Antonio Suárez |

## Clasificación final
| Pos. | Piloto              | Copiloto           | Automóvil              | Tiempo    | Diferencia |
| ---- | ------------------- | ------------------ | ---------------------- | --------- | ---------- |
| 1.   | José Antonio Suárez | Alberto Iglesias   | Škoda Fabia Rally2 evo | 1:02:15,5 | 0.0        |
| 2.   | Manuel Osorio       | Alberto Dos Reis   | Škoda Fabia R5         | 1:05:50,9 | +3:35,4    |
| 3.   | Xavier Joan Vidales | Jordi Hereu        | Škoda Fabia R5         | 1:05:55,1 | +3:39,6    |
| 4.   | Joan Vinyes         | Jordi Mercader     | Hyundai i20 N Rally2   | 1:06:19,5 | +4:04,0    |
| 5.   | Daniel Alonso       | Adrián Pérez       | Citroën C3 Rally2      | 1:06:28,8 | +4:13,3    |
| 6.   | Daniel Berdomás     | Brais Mirón        | Toyota GR Yaris N4     | 1:06:32,1 | +4:16,6    |
| 7.   | Martynas Samsonas   | Justas Viciunas    | Nissan Micra N5        | 1:06:45,1 | +4:29,6    |
| 8.   | Gorka Eizmendi      | Maitane Martiarena | Škoda Fabia R5         | 1:07:09,4 | +4:53,9    |
| 9.   | Bruno Bulacia       | Álex Coronado      | Toyota GR Yaris N4     | 1:07:21,3 | +5:05,8    |
| 10.  | Sergi Francolí      | Javier Moreno      | Toyota GR Yaris N4     | 1:07:33,5 | +5:18,0    |